# 켄트 (담배)

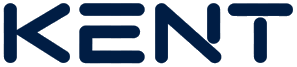

켄트(Kent)는 브리티시 아메리칸 토바코(British American Tobaco, BAT)에서 제조하는 담배다. 미국,일본 등지에서 판매되고 있으며 국내에서는 1980년대 후반 양담배 시장 개방과 더불어 2000년대 초반까지 판매되었다 단종되었고 이후 2010년 다시 재발매되었다.

## 제품
2011년 현재 대한민국에서는 아래 제품이 판매되고 있다.
| 이름              | 규격       | 수량 | 출시 일자       | 판매 지역 |
| ----------------- | ---------- | ---- | --------------- | --------- |
| Kent Convertibles | King(84mm) | 20   | 2010년 7월 15일 | 대한민국  |
| Kent Boost        | King(84mm) | 20   | 2011년 2월 7일  | 대한민국  |